# الماجق (أديامان)
الماجق (بالكردية: Xuraf‏) (بالتركية: Elmacık)‏ هي قرية تتبع إداريّاً لمديرية أديامان في محافظة أديامان التركية الواقعة في جنوب شرق الأناضول. بلغ عدد سكانها 465 نسمة في عام 2021.